# The Story of a Picture
The Story of a Picture è un cortometraggio muto del 1909 diretto da Lewin Fitzhamon e interpretato da Alma Taylor.

## Trama
Vedendo in una galleria d'arte il ritratto della moglie e del bambino che ha abbandonato, un uomo si pente di aver lasciato la sua famiglia.

## Produzione
Il film fu prodotto dalla Hepworth.

## Distribuzione
Distribuito dalla Hepworth, il film - un cortometraggio di 168 metri - uscì nelle sale cinematografiche britanniche nel giugno 1909.
Si conoscono pochi dati del film che, prodotto dalla Hepworth, fu distrutto nel 1924 dallo stesso produttore, Cecil M. Hepworth. Fallito, in gravissime difficoltà finanziarie, il produttore pensò in questo modo di poter almeno recuperare il nitrato d'argento della pellicola.